# Ԃ
Ԃ, ԃ (в Юникоде называется коми де) — буква кириллицы. Использовалась в алфавите В. А. Молодцова — первом из официально утверждённых алфавитов письменности коми, действовавшим в 1918—1932 и 1936—1938 годах; где была 6-й буквой по счёту. Обозначает звук [dʲ].